# أندرو موراي (كاتب)
أندرو موراي (بالإنجليزية: Andrew Murray)‏ هو كاهن وكاتب جنوب أفريقي، ولد في 9 مايو 1828 في جراف رينيت في جنوب أفريقيا، وتوفي في 18 يناير 1917 في ويلينغتون (جنوب أفريقيا) في جنوب أفريقيا.